# Підслухана розмова
«Підслухана розмова» («Подслушанный разговор») — радянський художній фільм 1984 року, знятий режисером Сергієм Потепаловим на кіностудії «Ленфільм».

## Сюжет
Шістнадцятирічний Андрій Єрьомін вважав себе людиною, яка не залежить від думки більшості, і пишався цим. І друзів у нього було небагато. Одного разу його уявна незалежність зазнала краху — він повірив наклепу і здійснив вчинок, недостойний чоловіка — легко повірив плітці, яку розповсюджували однокласники про Риту, з якою його пов'язували теплі дружні стосунки, і навіть поспішив запевнити, що вона йому байдужа. Випадково підслухавши розмову товаришів про себе, в якому брав участь Валерка, найкращий друг, він посварився і з ним. Минув час. Рита, яка болісно переживала розрив з Андрієм, знайшла опору, ніжність і розуміння у Валерці — другові Єрьоміна, він простіше, без амбіцій, але куди надійніший і душевно щедрий. І все ж почуття гіркоти залишилося після цієї історії й в них — адже Андрій колись був їхнім другом.

## У ролях
- Гія Думбадзе — Андрій Єрьомін
- Олексій Полуян — Валерка
- Ольга Агапова — Рита Ізотова
- Дмитро Сухарєв — Мішка
- Ольга Озерецьковська — Таня Мехоношина
- Олена Іоничева — Смолякова
- Олександр Тягло — Кіт
- Лариса Соловйова — мати Андрія
- Олександр Александров — батько Валерки
- Ольга Волкова — вчителька
- Наталія Курильова — епізод
- Ольга Гайнетлінова — епізод
- Володя Дурін — епізод
- Олена Іванова — епізод
- Михайло Левін — епізод
- Катерина Михайлова — епізод
- Артур Рябухін — епізод
- Роман Савичев — епізод
- Катя Шекерова — епізод

## Знімальна група
- Режисер — Сергій Потепалов
- Сценарист — Сергій Потепалов
- Оператор — Костянтин Рижов
- Композитор — Олег Куценко
- Художник — Євген Гуков